# Coudenberggroep
De Coudenberggroep was een Belgische federalistische denktank, genoemd naar de naam van zijn vergaderplaats, de Coudenberg, een van de zeven heuvels waarop ooit het Coudenbergpaleis en wat ruimer gezien, ook het centrum van Brussel is gebouwd.

## Geschiedenis
De vzw Coudenberggroep werd opgericht op 6 juni 1984 en werd vereffend op 11 februari 1999. Hij verenigde personaliteiten uit de universitaire wereld, de administratie, de ondernemingen, de vakbonden en vrije beroepen. Voorzitter was advocaat Jean-Pierre De Bandt. Onder de circa 70 leden bevonden zich onder meer Antoine Bekaert, André Belmans, Philippe Bodson, Bart De Schutter, Jacques De Staercke, Hubert Detremmerie, Mark Dubrulle, Jan Huyghebaert, Koen Lenaerts, Jacques Moulaert, Sylvain Plasschaert, Carlos Van Rafelghem, Paul Van Remoortere, Els Witte, Kris Deschouwer, Mieke Offeciers-Vandewiele, Patrick van Ypersele de Strihou. De meest actieve leden waren onder meer Frans Vanistendael (toenmalig professor fiscaal recht Katholieke Universiteit Leuven), Bavo Cool, Alain Deneef (later voorzitter NMBS), Roland Charlier (topambtenaar), Charles van der Straeten Waillet, Jacques Groothaert, Michel van den Abeele, Guy Schrans, Félix Standaert en Jan Hinnekens. Vincent Van Quickenborne was een jonge medewerker. 
De Groep Coudenberg presenteerde zich als "een onafhankelijke denkgroep die, op basis van een taalkundig en ideologisch pluralisme, mensen verenigt die begrijpen dat België zich op een kruispunt bevindt en die willen bijdragen tot de politieke hernieuwing van dit land". In de praktijk streed het onder meer voor behoud van belangrijke unitaire instellingen en tegen het streven in sommige Vlaamse kringen naar verdere ontvoogding in de richting van separatisme.
Het werkte ook meerdere voorstellen uit voor een betere staatsstructuur. Dat impliceerde voor deze groep onder meer een vierledig federalisme waarbij quasi alle fiscale en regale bevoegdheden nationaal bleven. De vier gewesten zouden dan wel een zekere, vrij ruime bestuurlijke - lees: uitvoerende - autonomie genieten.
De Groep Coudenberg dacht na over de organisatie van de unitaire instellingen en het federale België en publiceerde hierover verschillende studies. Doelstelling was, het verdedigen van de federale staat tegen de eisen van sommige Vlaams-nationalisten.

## Publicaties
- De rol van de parlementair in België, Brussel, Coudenberggroep, 1987.
- Naar een nieuw België, Lannoo, Tielt 1987.
- Naar een ander België Rapport Coudenberg, Groep Coudenberg, Brussel, 1989.
- In naam van de democratie, Roularta, Brussel, 1991
- De buitenlandse betrekkingen in het federale België
- Federal type solutions and European integration, University Press of America, 1990 (twee volumes met de referaten van het Wereldcongres over federalisme gehouden in Brugge in oktober 1989, met een inleiding door Wilfried Martens.)